# Maria Jakowicka
Maria Jakowicka – polska pedagog, dr hab., profesor nadzwyczajny Zakładu Historii Wychowania i Nauk Pomocniczych Pedagogiki Wydziału Pedagogiki, Socjologii i Nauk o Zdrowiu Uniwersytetu Zielonogórskiego.

## Życiorys
W 1958 ukończyła studia na Uniwersytecie Warszawskim. Obroniła pracę doktorską, następnie uzyskała stopień doktora habilitowanego. 11 lipca 1985 nadano jej tytuł profesora w zakresie nauk humanistycznych. Pracowała w Wyższej Szkole Pedagogiki i Administracji im. Mieszka I w Poznaniu, oraz na Wydziale Zamiejscowym w Wałbrzychu Wyższej Szkole Pedagogicznej Towarzystwa Wiedzy Powszechnej.
Była zatrudniona na stanowisku profesora nadzwyczajnego w Zakładzie Historii Wychowania i Nauk Pomocniczych Pedagogiki na Wydziale Pedagogiki, Socjologii i Nauk o Zdrowiu Uniwersytetu Zielonogórskiego.